# IC 1446
IC 1446 ist eine linsenförmige Galaxie vom Hubble-Typ S0 im Sternbild Aquarius auf der Ekliptik. Sie ist schätzungsweise 526 Millionen Lichtjahre von der Milchstraße entfernt.
Das Objekt wurde am 6. November 1891 von Stéphane Javelle entdeckt.